# Egoismus
Egoismus [egoˈɪsmʊs] (von griechisch „ich“ (εγώ) mit griechischem Suffix -ismus) bedeutet „Eigennützigkeit“.
Der Duden nennt unabhängig von der psychologischen Perspektive viele sprachliche Synonyme („Eigenliebe, Eigenwohl, Eigennutz, Eigensucht, Ichbezogenheit, Narzissmus, Selbstbesessenheit, Selbstbezogenheit, Selbstliebe, Selbstsucht, Selbstverliebtheit; (gehoben) Ichsucht; (bildungssprachlich) Egotismus, Egozentrik; (Psychologie) Autophilie“).
Egoismen (Plural) sollen Handlungsweisen sein, bei denen einzig der Handelnde selbst die Handlungsmaxime bestimmt. Dabei haben diese Handlungen zumeist uneingeschränkt den eigenen Vorteil des Handelnden zum Zweck. Wenn dieser Vorteil in einer symbiotischen Lebenshaltung zugleich auch der Vorteil anderer ist, dann gilt eine solche Handlungsweise teilweise als ethisch legitimiert. Meist aber wird ein Egoist als ein kurzsichtig Handelnder im Sinne eines Raffgieregoisten verstanden, der es kaum akzeptieren kann, wenn andere Menschen ihm gegenüber sich ebenso raffgierig zeigen. Der Raffgieregoist räumt sich selbst also mehr Freiheiten ein, als er anderen zugesteht.
„Egoismus“ wird meistens abwertend als Synonym für rücksichtsloses Verhalten verwendet und als „unanständig“ beurteilt. Der Begriff beschreibt dann die Haltung, ausschließlich äußerliche persönliche Interessen zu verfolgen ohne Rücksichtnahme auf die Belange oder sogar zulasten anderer. Egoismus wird in diesem Zusammenhang als Gegenteil von Altruismus und Solidarität kritisiert, was allerdings nur dann zutrifft, wenn bei der Beurteilung des Handelns der innere Nutzen gar nicht in Betracht gezogen wird.
Umgekehrt existiert die Auffassung, dass Altruismus erst durch das Erlangen des eigenen Wohls möglich ist, etwa analog zu der Regel, die bei Rettungseinsätzen gilt, dass der Eigenschutz die erste Maßnahme der Ersten Hilfe ist.
Darüber hinaus gibt es eine Auffassung, dass Selbstliebe und Nächstenliebe untrennbar verbunden sind, sich beide gegenseitig bedingen, analog dem bekannten Bibelzitat: „Du sollst deinen Nächsten lieben wie dich selbst.“ (Mk 12,31 )
Die negative Sicht auf den Egoismus als Egomanie steht im Kontrast zu einer positiven Wertung eines „gesunden“ Egoismus, die im ethischen Egoismus philosophisch ausgearbeitet ist. Eine wertungsfreie Auffassung ist die faktische Behauptung des Psychologischen Egoismus, dass alle Menschen de facto egoistisch handeln. Ebenfalls wertfrei ist das wirtschaftswissenschaftliche Modell des Homo oeconomicus.
Unter dem Begriff „Reziproker Altruismus“ wird versucht, das Zusammenspiel zwischen egoistischem Verhalten und Altruismus zu erörtern, wobei davon ausgegangen wird, dass egoistisches Verhalten altruistisch sein kann.

## Kriterien/Abgrenzung
1. Primat des Ichs: Unabhängig von Ziel, Zweck oder Wirkung der Einstellung oder Handlung ist für Egoismus das Vorziehen des Ichs/Ego zwingend notwendig.
2. Bewusstheit: Egoismus ist von Egozentrismus abzugrenzen (siehe unten). Egoismus vollzieht sich in einer mehr oder weniger bewussten und/oder gewollten Haltung. Egozentrik vollzieht sich unbewusst.

## Definitionen
Evolutionsgeschichtlich sind die Antriebe zu egoistischem Verhalten aus dem Konkurrenzverhalten entstanden. Sie sind Bestandteil des menschlichen Sozialverhaltens.
Egoismus ist ein heftig umstrittenes Phänomen, da er von unterschiedlichen Menschen und Gruppen unterschiedlich verstanden, bewertet oder definiert wird. Oft wird er auch interessengeleitet genutzt, um bestimmte Zwecke zu erreichen: z. B. Rechtfertigung von Macht oder auch zur Herabsetzung Anderer. Deshalb ist es sinnvoll, den Begriff anhand weiterer Kennzeichnen näher zu bestimmen. Es können daher mindestens vier Formen des Egoismus unterschieden werden. Ein Versuch der Einteilung könnte so aussehen: Dem subjektiven Ansatz folgend unterscheidet man zwischen Egoismus im engeren Sinne und Egoismus im weiteren Sinne, nach dem objektiven Ansatz ist der positive vom negativen Egoismus zu trennen.
Egoismus im weiteren Sinne:
Betrachtet man Egoismus im weitesten Sinne, wird und muss jedes menschliche Verhalten als egoistisch eingestuft werden, denn jedem bewussten Tun liegt eine individuelle Abwägung des Nutzens der Tat zugrunde. Somit kann im weitesten Sinne selbst altruistisches Verhalten dem Egoismusbegriff untergeordnet werden, da der altruistisch Handelnde subjektiv sein Handeln als vorteilhaft bewertet, denn er empfindet den von ihm beabsichtigten Nutzen für den anderen als persönlichen Erfolg (z. B. erfolgreiche Kindererziehung, erfolgreiche medizinische Hilfe). Dies gilt auch bei allen anderen Definitionen, wird jedoch bei deren Bedeutung ausgeblendet, um eine Vereinfachung zu schaffen und den Begriff handhabbar zu machen.
Egoismus im engeren Sinne:
Im engeren Sinne ist ein Verhalten dann als egoistisch einzustufen, wenn der Handelnde bewusst einen Nachteil für einen Anderen in Kauf nimmt und alleine auf seinen eigenen Vorteil bedacht ist, obwohl ein alternatives Verhalten, welches den Kriterien von Gerechtigkeit und Moral sowie dem Gleichheitsprinzip entspricht, möglich wäre. Ist ein Bewusstsein für tatsächlich entstandene Nachteile für einen Anderen als Folge des eigenen Tuns oder auch Unterlassens überhaupt nicht vorhanden, kann nicht mehr von Egoismus im engeren Sinne gesprochen werden, sondern von Egozentrismus. Unter dem Wikipedia-Lemma „Egozentrismus“ ist Egoismus als „reflektierte Selbstverliebtheit“ definiert. Der Andere wird hierbei nicht als gleichberechtigtes Subjekt wahrgenommen, sondern ist nur Instrument des eigenen Lustgefühls. Dieser Egoismusbegriff ist daher negativ belegt und wird oft im Rahmen moralischer Vorwürfe benutzt.
Positiver Egoismus:
Beim objektiven Ansatz werden die Folgen menschlichen Handelns bewertet, weil man davon ausgeht, dass die wahren Absichten menschlichen Tuns nur schwer oder gar nicht ermittelbar sind. Von positivem Egoismus spricht man daher, wenn die Folgen selbstbezogenen Denkens und Verhaltens objektiv einen allgemeinen Nutzen haben und Einzelnen nicht schaden. Insbesondere dem Wettbewerbsgedanken liegt diese positive Auffassung von Egoismus zugrunde. Dieser Egoismus beschreibt die antreibenden, wohlstands- und damit allgemeinwohlfördernden Auswirkungen selbstbezogenen Denkens.
Ein weiteres Phänomen des positiven Egoismus ist „kooperativer Egoismus“, der vor allem in den USA zu beobachten ist: Diejenigen Personen, die sich am meisten für egoistische Werte wie Karriere und Selbstverwirklichung einsetzen, sind häufig zugleich diejenigen, die kommunale Aktivitäten hoch bewerten und einen großen Teil ihrer Freizeit für andere verbringen. Der kooperative Egoismus wird auch als "altruistischer Individualismus" bezeichnet. Dies zeigt, dass positiv egoistische Motive mit altruistischen Zielen verschwimmen können.

Der „Objektivismus“ von Ayn Rand beschreibt einen sogenannten „rationalen“ Egoismus, der von seinen Vertretern als vernünftiges und produktives Handeln zum eigenen Nutzen und unter Wahrung der negativen Schutzrechte anderer Individuen dargestellt wird. Diese Rechte schützen im Wesentlichen Leben, Freiheit und Eigentum im Sinne einer Abwehr von physischer Gewalt und umfasst eine moralische Rechtfertigung für das Nicht-Aggressions-Prinzip; ein Schutz vor struktureller Gewalt wird in Form eines sogenannten Minimalstaats, einen Staats, der sich auf den Schutz des Privateigentums und die Aufrechterhaltung der öffentlichen Sicherheit und Ordnung beschränkt, gewährleistet. Der Objektivismus argumentiert hierbei auf der Basis eines normativen Individualismus, wo das Individuum keine moralische oder naturrechtliche Pflicht hat einem Kollektiv zu dienen und dies auch umgekehrt gilt. Ayn Rand kritisierte im Gegenzug den ethischen Grundsatz sowie die Konsequenzen des Altruismus wie folgt:
Verwechseln Sie Altruismus nicht mit Freundlichkeit, Wohlwollen oder Respekt vor den Rechten anderer. Dabei handelt es sich nicht um Vorwahlen, sondern um Konsequenzen, die der Altruismus faktisch unmöglich macht. Das irreduzible Primäre des Altruismus, das grundlegende Absolute, ist Selbstaufopferung – was Selbstverbrennung, Selbstverleugnung, Selbstverleugnung und Selbstzerstörung bedeutet – was das Selbst als Maßstab des Bösen und das Selbstlose als Maßstab des Guten bedeutet. Verstecken Sie sich nicht hinter solchen Oberflächlichkeiten wie der Frage, ob Sie einem Bettler einen Cent geben sollten oder nicht. Das ist nicht das Problem. Die Frage ist, ob Sie das Recht haben zu existieren oder nicht, ohne ihm diesen Cent zu geben. Die Frage ist, ob Sie Ihr Leben weiterhin Cent für Cent von jedem Bettler erkaufen müssen, der sich Ihnen nähern möchte. Die Frage ist, ob die Bedürfnisse anderer die erste Hypothek auf Ihr Leben und den moralischen Sinn Ihrer Existenz darstellen. Die Frage ist, ob der Mensch als Opfertier anzusehen ist. Jeder Mann mit Selbstwertgefühl wird antworten: Nein. Altruismus sagt: Ja.
Negativer Egoismus:
Hierunter werden Formen selbstbezogenen Denkens zusammengefasst, insofern dessen Folgen dem allgemeinen Wohl abträglich sind und Einzelnen Schaden zufügen. Soziale Unterschiede, Rücksichtslosigkeit, Krieg und menschliche Katastrophen sind objektiv erfassbare mögliche Folgen dieses Egoismusverständnisses.

## Eigennutz in der Ökonomie
In der Ökonomie wird den Privathaushalten beim Konsum das Ziel der Nutzenmaximierung unterstellt. Fast alle wichtigen Theoreme der Volkswirtschaftslehre beruhen auf der Hypothese der Eigennutzmaximierung. Nach dem Paradigma rationalen Handelns gehen Menschen bei ihren Entscheidungen und Handlungen möglichst ökonomisch vor. Eigennutzmaximierung gilt als primäres oder sogar einziges Handlungsmotiv, und anhand der Denkfigur des Homo oeconomicus werden Menschen als rationale Egoisten betrachtet, die in sozialen Interaktionen ihren subjektiven Nutzen maximieren möchten und sich dabei eigennützig und zweckrational verhalten. Sie orientieren sich am Ziel der Nutzenmaximierung und stellen vor einer Entscheidung Berechnungen an (Nutzenkalkül), mit denen sie einzuschätzen versuchen, bei der Verwirklichung der Ziele möglichst optimal vorzugehen. Transaktionskosten, unvollkommene Information über künftige Ereignisse und Informationsasymmetrien führen jedoch zu einer eingeschränkten Rationalität (englisch bounded rationality).
Eigennutzmaximierung gilt stets dann, wenn persönliche Beziehungen zwischen den Marktteilnehmern keine große Rolle spielen und besser etwas mehr als zu wenig konsumiert werden soll (Nichtsättigungsaxiom). Auf Märkten mit hoher Wettbewerbsintensität kann der Konkurrenzdruck sogar dazu zwingen, sich eigennützig zu verhalten, wenn ein Marktteilnehmer nicht künftig mit einem Marktaustritt rechnen muss oder er nicht über kurz oder lang von Transaktionen ausgeschlossen werden will.

## Reflexion in den Religionen

### Christentum
In Nachfolge Jesu von Nazaret ist eine egoistische Grundhaltung für Christen nicht möglich. Die uneigennützige Liebe – die Tradition der Kirche verwendet den Begriff Agape – ist das Ziel des Menschen. Jedoch gesteht das weiter oben bereits erwähnte und, nach Überlieferung des neuen Testaments, von Jesus selbst zitierte Beispiel „Liebe Deinen Nächsten wie Dich selbst“ zumindest so viel Eigennutz zu, dass erst durch Erlangen des eigenen Wohls auch der „Nächste“ daran teilhaben kann. Wer sich selbst nicht liebt, kann demzufolge auch seinen Nächsten nicht lieben. Dies wiederum entspricht der Theorie, dass Altruismus ohne ein Mindestmaß an Egoismus nicht existieren kann.

## Spieltheorie
In der Spieltheorie könnte der Versuch eines Spielers, seinen maximalen Verlust zu minimieren, als Indikator dafür dienen, dass der Spieler egoistisch handele.
Das Ultimatumspiel zeigt, dass Menschen auf die Entgegennahme von Geldanteilen verzichten, wenn sie den mit ihnen zu teilenden Anteil als zu klein empfinden und wenn durch ihren Verzicht auch der „zu egoistisch“ Teilende keinen Betrag erhält. Das Verhalten des verzichtenden Individuums erscheint zunächst irrational, als Verhalten in Gruppen hat sich diese Reaktion allerdings erhalten und erweist sich damit als evolutionär bewährt. Denn durch einen drohenden Totalverlust im Falle eines Verzichts des zu Beteiligenden, wird der Verteiler dazu angehalten, den Anteil nicht "zu klein" ausfallen zu lassen, was einer rationalen Handlungsweise durchaus entspricht. Hier wirkt auch deutlich der in der Spieltheorie wichtige Unterschied zwischen einem einmalig gespielten Spiel und einem wiederholt gespielten Spiel. Bei wiederholten Spielen wird nicht nur um eine Nutzfunktion gespielt, sondern immer auch - als Metaspiel - um die Erhaltung oder Veränderung der Spielregeln selbst. Hierbei wird nicht über Gut und Böse entschieden, sondern es werden einfach die Spielregeln evolutionär selektiert, die das Vorkommen des Spieles maximieren.

## Neurowissenschaftliche Erkenntnisse
Nikolaus Steinbeis, Psychologe am Max-Planck-Institut für Kognitions- und Neurowissenschaften, hat mit Kollegen herausgefunden, dass das kindliche Gehirn noch nicht weit genug entwickelt ist, um eine gerechte Entscheidung zu treffen. Der kindliche Egoismus kommt nicht daher, dass die Kleinen nicht großzügig sein können oder nicht wissen, was gerecht ist.
Mit Experimenten aus der Spieltheorie hat Steinbeis bei 146 Kindern zwischen 6 und 14 Jahren eine bestimmte Art von sozialem Verhalten untersucht: das strategische Handeln.
Nayef R. F. Al-Rodhan leitet aus seiner neurologischen Forschung das Menschenbild des emotionalen amoralischen Egoismus an.
Ein Gradmesser für die Befriedigung egoistischer Bedürfnisse ist auch der Vergleich mit anderen Personen. So konnte in einem Experiment der Universität Bonn unter anderem das folgende Verhalten festgestellt werden: Testpersonen, welche die Anzahl von Punkten auf einem Bildschirm schätzen mussten, wurden für ein richtiges Ergebnis mit Geld belohnt. Sie reagierten auf die Information, dass ihr Mitspieler sich verschätzt hatte, während sie selbst richtig lagen, mit einer weitaus höheren Aktivität ihres Belohnungszentrums, als wenn beide Mitspieler das korrekte Ergebnis nennen konnten. Dies taten sie, obwohl die Aktivitäten des Mitspielers auf die eigene Entlohnung keinen Einfluss hatten. Der erlittene Nachteil des anderen wurde also als positiv bewertet.
Möglicherweise liegt hier eine bedeutende Ursache für Phänomene wie Neid und Missgunst. Dabei ist vermutlich im Vorfeld ihrer Entstehung der Vergleich mit der jeweils avisierten Person oder Gruppe zu Ungunsten dessen ausgegangen, der den Vergleich zog.
Setzt man voraus, dass alle Menschen an sich egoistisch sind, könnte eine Erklärung für diese Reaktion darin liegen, dass zumindest unbewusst in dem Egoismus der Anderen grundsätzlich eine "Spitze" gegen das gleichartige Streben nach Befriedigung der eigenen Bedürfnisse gesehen wird. Dies würde daher die (in der Regel nur heimlich gehegte) Missbilligung auslösen. Bereits Thomas Hobbes sah die Ursache für solche Verhaltensweisen in einem tatsächlich stattfindenden, fortwährenden Kampf um Ressourcen, in dem grundsätzlich jeder erst einmal alles für sich beansprucht.
Altruistisches Verhalten resultiert ebenfalls aus dem Phänomen des Egoismus. So ist zumindest zu beobachten, dass ein sich generell eher großzügig verhaltender Mensch dabei auch eine deutliche positive Reaktion seines Belohnungssystems erfährt. Diese Menschen neigen daher eher dazu, sich wohlgefällig gegenüber anderen zu verhalten, als Menschen, bei denen diese Reaktion weitaus geringer ist oder ausbleibt.

## Kritik
Des Öfteren wird Egoismus mit dem Begriff Ellenbogenmentalität reflektiert, um ein rücksichtsloses Verhalten von Einzelnen und Gruppen hinsichtlich ihrer Interessen anzuprangern. Im Mittelpunkt der Auseinandersetzung steht dabei die Frage, ob rücksichtsloses Verhalten durch soziale Regulierung verhindert werden kann. Diesbezüglich gehen die Meinungen – je nach (polit-ökonomischer) Weltanschauung – stark auseinander. Während die einen Regulierung befürworten, weil sie die Meinung vertreten, dass Egoismus an sich zu rücksichtslosem Verhalten führe, vertreten andere die gegenteilige Meinung. Ihrer Ansicht nach entstehen Rücksichtslosigkeit und Kriminalität erst durch Regulierung, denn diese führe zu einer Verminderung natürlicher sozialer Kompetenzen. Ein Grund für die Diskussion sind unterschiedliche Auslegungen des Begriffes „Regulierung“. Diese kann durch Gesetzgebung erfolgen, aber auch durch Ausübung sozialer Kompetenz.

## Institutionen-Egoismus
Egoismus kann sich auch auf die eigene Gruppe beziehen. Ein solcher „Institutionen-Egoismus“ erklärt oft das Verhalten des für eine bestimmte Institution Verantwortlichen unter einer Diktatur. So konzentrierten sich z. B. Leiter von Kirchen darauf, die Existenz der eigenen Kirche zu sichern. Um das zu erreichen, waren sie zu Anpassung bereit. Solche Anpassungs-Schritte drücken also keine ideologische Nähe zur Ideologie der Machthaber aus. Neben Anpassung kann es aber auch das Gegenteil geben, nämlich eine Ablehnung bestimmter Wünsche der Regierung. So wehrte sich der Präsident der Akademie der Wissenschaften in Wien gegen bestimmte Wünsche, wodurch der Tätigkeitsspielraum der Akademie eingeschränkt worden wäre. Bei anderen Erwartungen, die für die Akademie keine Nachteile brachte, konnte es dagegen durchaus Entgegenkommen geben. Aber auch wo in einer Diktatur Wünsche der Regierung abgelehnt werden, so ist darin nicht unbedingt ein prinzipieller Widerstand gegen die Regierung und ihre Ideologie zu sehen.

## Zitate
- Max Stirner: Mir geht nichts über mich, aus seinem Hauptwerk Der Einzige und sein Eigentum von 1845
- Falco: Die ganze Welt dreht sich um mich, denn ich bin nur ein Egoist. Der Mensch, der mir am nächsten ist, bin ich, ich bin ein Egoist (aus: Egoist)[15]
- Arthur Schopenhauer: Die Haupt- und Grundtriebfeder im Menschen, wie im Tiere, ist der Egoismus, d. h. der Drang zum Dasein und Wohlsein. Aus Die beiden Grundprobleme der Ethik von 1841 Preisschrift über die Grundlage der Moral.
- Karl Friedrich Wilhelm Wander: Wenn Selbstsucht eine Krankheit wäre, könnte man es vor Stöhnen in den Gassen nicht aushalten.[16]

## Belege
1. ↑  Egoismus. In: Duden online. Abgerufen am 25. August 2019.
2. ↑  Ayn Rand: Die Tugend des Egoismus: Eine neue Auffassung des Egoismus. Hrsg.: TvR Medienverlag Jena. 1. Auflage. Jena 2015, ISBN 978-3-940431-55-4, S. 107.
3. ↑  Ayn Rand: Philosophy: Who Needs it? "Faith and Force: Destroyers of the Modern World". New American Library, 1982, ISBN 978-0-451-13893-4, S. 74.
4. ↑  Alfred Endres, Jörn Martiensen: Mikroökonomik, 2007, S. 47.
5. ↑  Katharina Kriegel-Schmidt: Mediation als Wissenschaftszweig, 2017, S. 429.
6. ↑  Elisabeth Kals, Heidi Ittner: Wirtschaftsmediation, 2008, ISBN 978-3840920165, S. 4.
7. ↑  Gerhard Roth, Persönlichkeit, Entscheidung und Verhalten, 2011, ISBN 978-3608944907, S. 111.
8. ↑  Rudolf Richter, Erik G Furobotn: Neue Institutionenökonomik, 2011, ISBN 978-3161505850, S. 215.
9. ↑  Alfred Endres, Jörn Martiensen: Mikroökonomik, 2007, S. 47 f.
10. ↑  Hans-Werner Bierhoff, Michael Jürgen Herner: Begriffswörterbuch Sozialpsycholologie, 2002, ISBN 3-17-016982-3.
11. ↑  zeit.de 15. März 2012 / Alina Schadwinkel: Die Kunst des Teilens. - Kinder verhalten sich egoistisch. Es mangelt ihnen nicht an Einsicht – ihr Gehirn kann noch nicht anders. Impulse Control and Underlying Functions of the Left DLPFC Mediate Age-Related and Age-Independent Individual Differences in Strategic Social Behavior.
12. ↑  Von „Organisationsegoismus“ sprach hier Ernst Hanisch: Die katholische Kirche im Dritten Reich, in: Erika Weinzierl (Hrsg.): Kirche und Gesellschaft. Theologische und gesellschaftswissenschaftliche Aspekte. Salzburg 1979, S. 21–41, dort 33.
13. ↑  Von „Institutionen-Egoismus“ sprach hier Franz Graf-Stuhlhofer: Täuferkirchen in der Ostmark. Von Adventisten, Baptisten, Mormonen, Pfingstlern und Zeugen Jehovas (Forschungsbericht). In: Österreich in Geschichte und Literatur. Band 44 (2000) 73-93, dort 80 und 91.
14. ↑  Franz Graf-Stuhlhofer: Opportunisten, Sympathisanten und Beamte. Unterstützung des NS-Systems in der Wiener Akademie der Wissenschaften, dargestellt am Wirken Nadlers, Srbiks und Meisters. In: Wiener Klinische Wochenschrift 110 (1998) Heft 4–5 (= Themenheft „Zum 60. Jahrestag der Vertreibung der jüdischen Kollegen aus der Wiener medizinischen Fakultät“), S. 152–157, dort 154f.
15. ↑  Songtext: Falco - Egoist Lyrics. In: musikguru.de. Abgerufen am 21. Juni 2020.
16. ↑  Deutsches Sprichwörter-Lexikon, Weltbild Verlag GMBH, Augsburg 1987; Nachdruck.